# Odontophorus guttatus
El corcovado goteado (Odontophorus guttatus), también denominado codorniz bolonchaco y codorniz moteada, es una especie de ave galliforme de la familia Odontophoridae que se distribuye por México y Centroamérica. No se conocen subespecies.

## Características
Mide aproximadamente 25 a 30 cm y pesa cerca de 300 g. La característica que mejor la identifica es una cresta color naranja caída hacia atrás, que se levanta cuando el ave está excitada. El color predominante del plumaje de su cuerpo es marrón oscuro, con las partes inferiores más claras o rojizas y la espalda tendiente a ser verde olivo. El vientre presenta manchas elípticas color blanco. La cabeza es oscura, con la garganta negra rayada con blanco.
Machos y hembras son similares, aunque las hembras son generalmente más pequeñas y con el color de la cresta de un rojo menos intenso. Los individuos juveniles son más pequeños, con matices brillantes en su plumaje y la garganta color pardo.

## Historia natural
El límite norte de su distribución comprende desde el centro del estado de Veracruz y la península de Yucatán, en México, y por el sur hasta el suroeste de Panamá. Viven en grupos de 4 a 10 individuos, en el sotobosque de bosques tropicales, alimentándose de granos, insectos y de los frutos que caen de los árboles. Su hábitat está amenazado por la deforestación.